# Utgarda-Loki
W mitologii skandynawskiej Utgarda-Loki (Útgarða-Loki), znany również jako Utgard-Loki (Útgarð-Loki) oraz Loki z Zewnątrz. Zamieszkiwał Zamek Utgard (Útgarð) w Jötunheim, jednej z krain tworzących Utgard, świat zewnętrzny. Podczas spotkania z Thorem i Lokim podczas podróży do Krain Zewnętrznych Utgarda-Loki przedstawił się bogom imieniem Skrymir (Skrýmir).

## Edda prozaiczna
W Eddzie Prozaicznej Utgarda-Loki pojawia się w historii opowiedzianej przez Odyna, gdy król Gylfi, pierwszy władca Szwecji, odbywa podróż do Asgardu. Na miejscu zastaje siedzących na trzech tronach strażników. Pierwszy z nich nosił imię Wysoki (Hárr), drugi Równie Wysoki (Janhárr), ostatni zwał się Trzeci (Þriði). Odyn był zaś każdym z nich. Strażnicy wypytywali Glyfiego o mądrości bogów i ludzi. Kiedy przyszła kolej na zadanie pytania przez Glyfiego, ten zapytał o historię, w której Thor mierzy się z przeszkodą, której nie jest w stanie pokonać. Trzeci niechętnie opowiedział historię spotkania Thora z Utgard-Lokim.

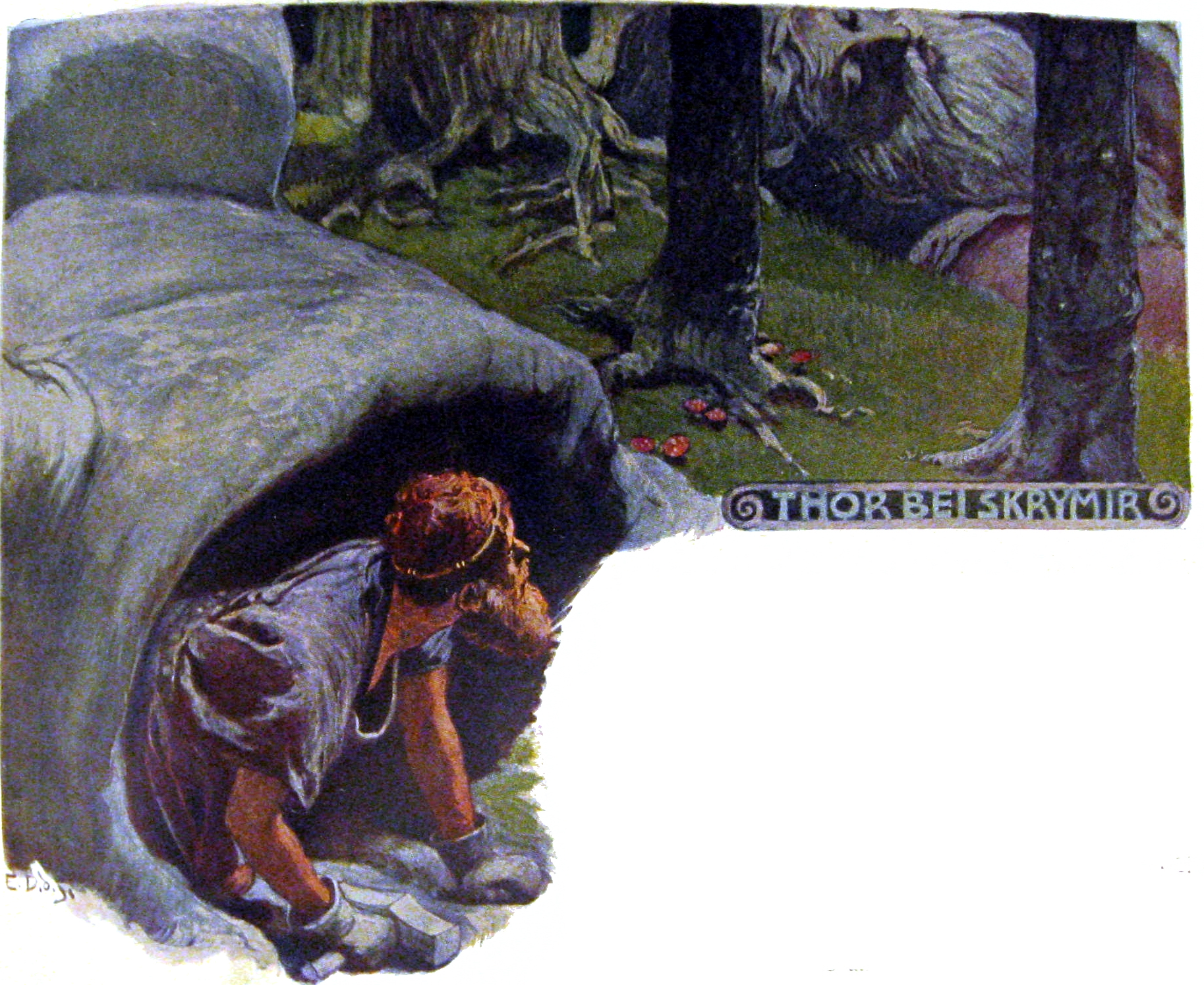
Thor bei Skrymir (Emil Doepler, 1905)

### Spotkanie Thora i Utgard-Lokiego
Thor wyruszył na rydwanie zaprzężonym w dwa kozły Tanngrisnir (Zgrzytający zębami) i Tanngnjóstr (Miażdżący zębami), podróżował wraz z Lokim. Zatrzymali się na noc w chacie rolnika, gdzie poznali jego dzieci Thjalfiego (Þjálfi) i Roskvii (Röskva). Thor na kolację zabił magiczne kozły. Za namową Lokiego Thjalfi przełamał kość udową jednego z kozłów i wyssał z niej szpik. Następnie, gdy Thor pobłogosławił kozły, a te się odrodziły. Jeden z nich jednak okulał, przez co Thor wpadł w gniew. W ramach zadośćuczynienia Thjalfi i Roskvii zostali sługami Thora. Nocą Thor nie mógł zasnąć z powodu wstrząsów, spędził noc z młotem w dłoni. Rano kozły pozostawił rolnikowi na przetrzymanie, dopóki nie wróci. Bogowie wyruszyli w dalszą podróż, zabierając ze sobą Thjalfiego i Roskvii. Gdy zapadł zmrok, zatrzymali się w wielkim domu bez okien i drzwi. O północy rozległo się trzęsienie ziemi, Thor wziął do ręki swój młot Mjolnir (Mjölnir) i był gotowy stanąć do walki. Wychodząc, ujrzał w oddali Jotuna (Jötunn), który chrapiąc, wywoływał trzęsienie ziemi. Thor przygotowywał się do zadania ciosu, jednak gdy gigant obudził się, przestraszony Thor nie był w stanie zaatakować, zapytał jedynie olbrzyma o imię.
Utgarda-Loki zidentyfikował boga jako Thora syna Odyna i przedstawił się imieniem Skrymir (Skrymir). Gigant spytał Thora o to, czy ten przesunął jego rękawiczkę i wziął do ręki budynek, w którym Thor wraz z towarzyszami spędzili noc. Dom okazał się rękawicą, z której na śnieg wypadli Loki, Thjalfi oraz Rostkvii. Skrymir Zaproponował zjedzenie posiłku, a następnie niesienie zapasów, aby podróżnicy się nie męczyli. Za zgodą bogów Skrymir wrzucił zapasy, niesione przez Thjalfiego, do swojego worka. Bohaterowie podróżowali razem na wschód, Skrymir jednak pozostawał daleko przez nimi. Wieczorem Skrymir zatrzymał się pod wielkim dębem i poszedł spać bez posiłku. Głody Thjalfi próbował otworzyć worek giganta, ten jednak okazał się zbyt mocno zaciśnięty. Następnie Thor podjął próbę otworzenia magicznego worka. Gdy mu się to nie udało, spróbował obudzić Skrymira uderzeniem Mjolnira w głowę. Gigant przebudził się i powiedział o liściach, które spadły mu na głowę, po czym znowu poszedł spać. Thor uderzył giganta raz jeszcze. Skrymir po przebudzeniu powiedział, że na głowę chyba spadł mu żołądź. O północy głodny Thor znowu dokonał ataku na śpiącego giganta, tym razem z zamiarem zabicia go. Zadał potężny cios swoim młotem, a gigant obudził się i zaczął mówić o ptakach, których kawałki gniazda spadają mu na głowę. Rano bohaterowie ruszyli dalej na wschód do zamku Utgard, Skrymir dał im radę, aby ci nie wywyższali się i nie chwalili umiejętnościami, ponieważ słudzy Utgard-Lokiego mogą nie wytrzymać takiego zachowania.

### Zamek Utgard
Po wielu dniach podróży na wschód wędrowcy dotarli do zamku. Budowla była gigantyczna, a wejść można było do niej przez zamkniętą bramę ogromnych rozmiarów, podróżnicy przeszli więc między kratami i dostali się do środka. W środku zobaczyli siedzącego na tronie Utgard-Lokiego, który zwrócił się do Thora słowami:
Jest zbyt późno, aby zapytać o wieści o długiej podróży; czy jest inaczej niż myślę: że ten maluch to Oku-Thor (Öku-Þor)? A jednak możesz być większy, niż mi się wydajesz. Jakie są osiągnięcia, na które ty i twoi towarzysze myślicie, że jesteście gotowi? Nie będzie tu wśród nas nikogo, kto nie zna jakiegoś rzemiosła lub przebiegłości, przewyższającego większość ludzi.
Na to odezwał się Loki, który ze wszystkich był w stanie zjeść najwięcej. A na końcu ławy między gigantami siedział Logi, który chciał się zmierzyć z Lokim w jedzeniu. Postawiono koryto z mięsem, Obaj zaczęli jeść w jednym czasie i spotkali się w połowie. Loki zjadł całe mięso, zostawiając kości, Logi zaś pożarł mięso z kośćmi i korytem.
Następnie Utgarda Loki spytał Thjalfiego, w co ten mógłby zagrać. Zgodnie z prawdą Thjalfi powiedział, że wyprzedzi każdego człowieka. Utgarda-Loki zabrał wszystkich na równinę i przywołał chłopca imieniem Hugi. Odbył się wyścig, w który Hugi wygrał. Utgarda-Loki zwrócił się do Thjalfiego, by ten biegł szybciej, jeżeli chce wygrać, przyznał, jednak że nigdy nie widział człowieka, który biegałby od niego szybciej. Następnie odbył się drugi bieg, lecz gdy Hugi dobiegł do końca, Thjalfi był dopiero w połowie drogi. W trzecim biegu Hugi zakończył bieg, nim Thjalfi przebiegł jedną czwartą drogi. Wszyscy zgodnie uznali Hugiego za zwycięzcę.
Następnie przyszła kolej na Thora, którego nikt nie mógł pokonać w piciu. Utgard-Loki wezwał więc służącego, który podał Thorowi niewielki, lecz długi róg. Utgard-Loki powiedział, że każdy radzi sobie z nim na jeden lub dwa łyki. Rzadkością jest, aby pijący potrzebował trzech prób. Thor zaczął więc pić, a że był spragniony, wziął potężny łyk napoju. Gdy skończył, że zdziwieniem zobaczył, że z rogu ubyła tylko niewielka ilość trunku. As został wyśmiany, lecz pozwolono by raz jeszcze spróbował opróżnić naczynie. Tym razem z naczynia ubyło więcej napoju, jednak wciąż był niemal pełny. Utgarda-Loki wyśmiał Thora i zasugerował porzucenia wyzwania. Wściekły Thor spróbował raz jeszcze, wziął więc wieki wdech, lecz i tym razem nie udało mu się opróżnić rogu, jednak ta próba poskutkowała wypiciem większej ilości trunku niż dwa poprzednie. Thor porzucił jednak wyzwanie.
Utgard-Loki ponownie wyśmiał Thora i zaproponował mu kolejne wyzwanie. Tym razem Bóg piorunów miał podnieść z ziemi kota należącego do Utgard-Lokiego. Bóg przystąpił do wyzwania, złapał kota za brzuch i podniósł go, jednak kot wygiął się w łuk i Thor podniósł jedynie jego brzuch odrywając jedną nogę od podłoża i dalej nie osiągał już postępów. Thor ponownie został wyśmiany z powodu swojego niepowodzenia, rzekł więc:
Jakże małym mnie nazywacie, niech ktoś podejdzie teraz i będzie się ze mną mocował; teraz jestem zły.
Widząc niepowodzenia Syna Odyna, Utgar-Loki najpierw kazał mu się zmierzyć ze słabym przeciwnikiem, aby swoich dostojnych gości nie narazić na hańbę w walce z kimś słabszym. Na początek wezwał więc starą opiekunkę imieniem Elli. Stanęli do walki, lecz gdy starli się, Thor natychmiast stracił siłę w nogach, mimo starania upadł na jedno kolano, a gospodarz przerwał walkę, dla bezpieczeństwa Asa nie pozwolił, by starł się z mocniejszymi przeciwnikami.

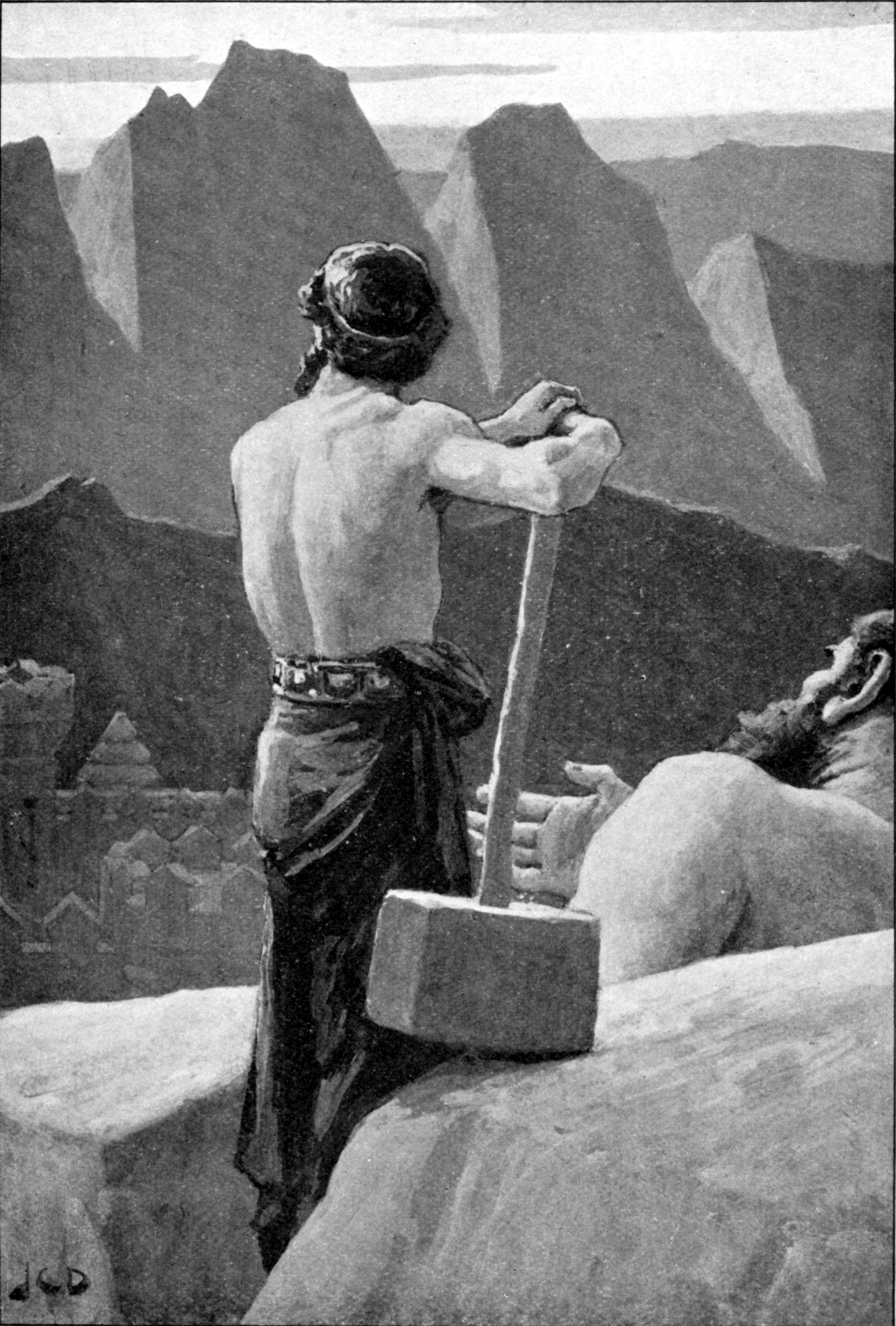
Thor i góra (1909) John Charles Dollman

Rano Utgard-Loki powitał bogów stołem zastawionym mięsem i napojem. Goście śmiali się i bawili się, a gdy nadszedł czas zakończenia wizyty, Gigant osobiście odprowadził bohaterów na zewnątrz. Przed rozstaniem Utgard-Loki wypytał Thora o to, czy spotkał kogoś potężniejszego od siebie, ten ze wstydem przyznał, że może zostać nazwany osobą małej potęgi. Gospodarz wtedy wyjawił prawdę:
Teraz powiem ci prawdę, teraz, gdy wyszedłeś z zamku; a jeśli żyję i zdołam tego dokonać, to już nigdy do niego nie wejdziesz. I to wiem, na mój sposób! Żebyś nigdy do niego nie wszedł, gdybym wiedział przedtem, że masz w sobie tyle siły i że tak prawie naraziłeś nas na wielkie niebezpieczeństwa. Ale przygotowałem przeciwko tobie złudzenia oczu.
Utgarda-Loki wyznaje, że to jego bogowie spotkali w lesie, gdzie przedstawił im się imieniem Skrymir i gdy Thor próbował otworzyć worek z jedzeniem, sznur stał się żelaznym drutem, tak by nie można było go otworzyć. Następnie, gdy Thor uderzał Skrymira, ten za pomocą magii czynił górę niewidzialną i umieszczał między swoją głową a młotem, ponieważ wiedział, że już pierwszy cios mógł go zabić. I Utgarda-Loki wskazał im górę, z trzema dolinami, które Thor zrobił, uderzając Skrymira w czoło. Następnie wyznał Lokiemu, że ten, z którym się mierzył w konkursie jedzenia, którego zwą Logim, tak naprawdę był dzikim ogniem. Następnie zwracając się do Thjalfiego, opowiedział o tym, jak chłopak ścigał się z myślą, która zawsze jest szybsza od czynu. Podczas gdy Thor pił z rogu, nie widział, że drugi jego koniec znajdował się w morzu i wskazał Utgard-Loki bohaterom plażę, w której miejscu kiedyś było morze. Kiedy Thor podniósł kota, tak naprawdę unosił węża Midgardu Jormunganda i gdy dokonał tego czynu, każdy z obecnych na uczcie bał się o swoje życie. Podczas zapasów Thor z kolei zmierzył się z samą śmiercią, cudem było, że dał się jedynie powalić na kolano, opierając się jej. I gdy już wysłuchali co miał gospodarz do powiedzenia, Thor uniósł młot z zamiarem zabicia giganta, jednak jego już nie było, a wraz z nim zniknął cały zamek.

## Edda poetycka

### Kłótnia Lokiego
W poemacie Kłótnia Lokiego (Lokasenna), Pijany Loki na uczcie u boga morza Ægira wszczyna kłótnie z kolejnymi bogami, przypominając ich przewinienia i wyśmiewając hipokryzję. Szczególnie burzliwa wymiana zdań wywiązuje się między Lokim a Odynem. Kiedy na uczcie pojawia się Thor, czterokrotnie grozi Lokiemu strąceniem głowy za pomocą młota. Loki w odpowiedzi przypomina o ich wspólnej wyprawie do krain zewnętrznych, gdzie spotkali Jotuna Utgard-Lokiego, mieniącego się Skrymirem.
Loki Rzekł
O podróży na Wschód lepiej byś nie nigdy
Niczego ludziom nie wspominał:
Przykucnąłeś w kciuku rękawicy, wojaku,

Wtedyś nie był Thorem

### Pieśń o Harbardzie
W poemacie Pieśń o Harbardzie (Hárbarðsljóð), Thor wraca do Asgardu na łodzi Harbarda. Przewoźnik naśmiewa się z ubioru boga i zarzuca jego żonie Sif cudzołóstwo. Chwali się zdolnościami seksualnymi, przy tym naśmiewając się z niemęskości i braku odwagi Thora. Harbard przywołuje sytuację, gdy Thor wychodząc z rękawicy przestraszył się olbrzyma Skrymira, za którego podawał się Utgarda-Loki.
Harbard rzekł: Thor ma siłę dużą, lecz odwagę małą
Stach miałeś, gdy skryli cię w rękawicę,
Nie przyznałeś się wtedy żeś Thorem,
Nie odważyłeś się z trwogi strasznej
Ni pierdnąć ni kichnąć, by cię Fjalar nie słyszał

## Gesta Danorum
W średniowiecznej kronice Gesta Danorum, poświęconej dziejom Danii, Utgarda-Loki zostaje przywołany w opisie wyprawy Thorkila do kraju olbrzymów. Loki z Zewnątrz pojawia się jako przykuty do skały gigant, który wydziela ostry smród, który jest w stanie zabić tego kto go powącha. Inna interpretacja mówi o tym, że Thorkil spotkał samego Lokiego przykutego do skały, który został skazany na taką właśnie karę.
[...] otworzyła się tam przed wchodzącymi ciemna i
przerażająca sala, gdzie zobaczyli oni siedzącego Udgårdslokego, mającego
związane ręce i nogi niezwykle wielkimi łańcuchami; każdy z jego śmierdzących
włosów na głowie był tak wielki i sztywny jak włócznia wykonana z drewna
dereniowego. Z pomocą swych towarzyszy, by łatwiej było uwierzyć w jego
dokonania, wyrwał Thorkil jeden włos z jego brody, na co ten pozwolił, i zaraz
rozszedł się tam tak potworny smród, że nikt z tych co tam stali, nie mógł oddychać,
nie zasłoniwszy sobie nosa płaszczem.

## Kultura popularna
- Rick Riordan pisze o Utgarda-Lokim w książce „Magnus Chase i Bogowie Asgardu”, opisując go jako króla górskich olbrzymów i najpotężniejszego z magów.
- Utgarda-Loki występuje jako antagonista Thora w komiksach Marvela, pierwszy raz pojawił się w komiksie Thor #272 autorstwa Roya Thomasa z roku 1978.
- Skrymir jest nazwą Norweskiego zespołu blackmetalowego.
- Skrymir jest wspomniany w grze Assassin’s Creed: Valhalla, jego zaginiona rękawica jest jedną z lokacji, które gracz może zwiedzić.
- Utgarda-Loki jest bossem w grze Ragnarok Odyssey.
- Skrymir pojawia się w książce „Ewangelia według Lokiego” autorstwa Joanne Harris.
- W książce „Mitologia Nordycka” autorstwa Neila Gaimana w opowiadaniu „Wyprawa Thora do krainy olbrzymów” zostaje opisane spotkanie Thora z Utgarda-Lokim.
- Występuje w książce „Catfantastic II” autorstwa Andre Nortona.